# Campanya del Quert
La campanya del Quert o les operacions sobre el riu Quert, fou el nom donat a una sèrie d'actuacions militars espanyoles a la regió del riu Quert (Uadi Quert, Wadi Kert) al Marroc, entre 1911 i 1915.
El governador de Melilla, general José García Aldave, seguint la política del seu antecessor José Marina Vega, va buscar l'amistat dels notables i caps de les cabiles, per aconseguir una penetració pacífica al Rif. Així semblava, fins que el dia 24 d'agost del 1911 la comissió topogràfica de l'estat fou atacada al riu Quert, prop d'Izhafen.
García Aldave va ordenar represàlies contra els culpables i va concentrar un contingent a Tauriat-Zag, sota el comandament del general Francisco Larrea Liso. Com que les negociacions d'aquest amb alguns caids per obtenir el càstig dels culpables no van tenir resultat, Larrea va ocupar Izhafen i les altures de Tumiat, a la vora. Les forces espanyoles van travessar el riu el 20 i 30 d'agost i van arrasar els poblets d'Ulad-Ali i Haddu Abser, on vivien els suposats agressors. El dia 31 d'agost, Larrea es va dirigir a Imarufen i Texdra, i l'endemà va ocupar els turons de Talusits, tot a la riba del Quert. Els dies 2, 3, i 4 de setembre, fou atacat a trets per les harques, que el dia 5 de setembre van atacar directament, i foren rebutjades, però repetiren l'atac el dia 7 de setembre.
Després d'uns dies de tranquil·litat, es va ordenar evacuar els turons Talusits que no eren importants estratègicament (dia 11 de setembre); els cabilencs ho van considerar una debilitat i van atacar el dia 12 de setembre; el general Orozco va haver d'utilitzar totes les seves forces per rebutjar els marroquins a l'altre costat del riu.
La divisió de Melilla sota comandament del general Salvador Díaz Ordóñez, amb reforços rebuts de la península, va ocupar el dia 14 de setembre les posicions a Izhafen, Imarufen, Texdra i Ihadumen, que va fortificar fins al dia 20 de setembre, en què foren atacats, però els cabilencs foren rebutjats i van haver de passar altre cop el riu, i no es van reproduir atacs durant el setembre.
L'octubre, el govern va decidir passar el riu per exercir represàlies des de Souk al-Zebuya fins a Ifratuata. El dia 7 d'octubre, va sortir d'Imarufen una columna dirigida per Miguel Primo de Rivera Orbaneja, que va ocupar els turons d'Ifratuata; ferit Primo de Rivera, va agafar el comandament el coronel Tomasetti. A la nit del 7 al 8, fou atacat i el dia 8 d'octubre al matí; es va retirar cap a Imarufen sense ser fustigat. D'altra banda, una columna manada per Orozco es va dirigir a Souk al-Zebuya, va derrotar les harques i va passar el riu, arribant fins al llogaret de Bartuar i els turons de Tikermin. Considerant que ja s'havia castigat prou les cabiles de l'altre costat del riu, es va ordenar la retirada d'Orozco. En realitat, la jornada havia suposat moltes baixes per als espanyols i havia tingut molt poc efecte en les cabiles, que el dia 14 tornaven a atacar i, en la lluita, va morir el general Ordóñez. El dia 20 d'octubre, es va repetir l'atac a Imarufen i Izhafen, però després els combats van baixar d'intensitat.
Una calma quasi total es va viure tot el novembre i desembre, fins al dia 21 d'aquest mes, en què l'harca de Bu-Ermana, a 10 km del riu, i el dia 22 de desembre va enfrontar el coronel Aizpuru a Beni Fahlan, prop de Ras Medua. Al-Mizzian, cap de l'harca, tenia el propòsit d'ocupar les altures de Kalaia-Taxuda per caure des d'aquí sobre Nador. El dia 23 de desembre, va atacar Tauriat-Zag, riu avall i una mica allunyada, que va poder ser auxiliada a temps. El dia 25 de desembre, el general Aguilera, successor en el comandament del general Ordóñez, va enviar el coronel Serra per restablir les comunicacions entre les forces espanyoles tallades per l'ocupació de l'altura de Tauriat-Buxi pels marroquins, i encara que es va completar amb èxit, l'harca no va retornar a l'altre costat del riu. El dia 26 de desembre, Aguilera va enviar 5 columnes amb objectiu final al turó d'Izarrora, que fou assolit per totes les columnes excepte la del general Ros, que va haver de combatre a Tauriat i al riu Bohna i es va haver de dirigir al pla de Sammar, on fou sorprès per l'harca i lliurà un combat ferotge que només va acabar quan Ros va ser auxiliat per dues de les altres columnes, i l'harca va travessar el riu i abandonà el territori de la cabila de Beni Bugader, on havien estat operant principalment.
El 17 de gener, el general García Aldave va ordenar avançar cap a la plana d'Al-Garet dels Beni Bu-Iahie, a tocar del territori de la cabila Beni Mtalsa. La marxa no va tenir dificultats i es va ocupar la posició del mont Arruit, on es va establir Larrea, amb la missió de contactar amb els notables i continuar la política d'atracció. El dia 19 de febrer, va haver de fer una operació ofensiva de prevenció al Souk Tenain, els habitants del qual es van sotmetre.
El mes de març, es va fer una operació el dia 22 entre Uad-Ganen i Sammar i es van ocupar altre cop el turons de Tumiat, prop de per on les harques passaven el riu; quan la columna del general Navarro es retirava cap a Harxa, va caure en una emboscada, però va derrotar els atacants. El maig, davant d'un possible atac a Souk Zebuya, el general Navarro i el coronel Berenguer (aquest amb forces indígenes) foren enviats a inspeccionar la zona i van lliurar un fort combat el dia 15 de maig a Allal Kadur, en què va morir el cap de la resistència, Al-Mizzian; després d'això, l'harca es va dissoldre aviat, i ja no hi va haver més atacs.
El 27 d'octubre del 1913, sent comandant general de Melilla el general Francisco Gómez Jordana que, com a cap d'estat major, havia dissenyat l'estratègia del 1912, foren ocupades les posicions d'Ifrit-Aixa (quasi al límit de la Guelaya), Mtalsa i Beni-Buays.
L'any següent, en tres operacions fetes el 14 de maig, 8 de juny i 23 de juny del 1914, es van ocupar Ziota i Teztutin, que garantien el domini de la planura del Garet d'uns 600 km², tancada al sud per les muntanyes Garet, al nord per les muntanyes Bucherich i a l'oest pel grup muntanyós de Teztutin.
El 17 de maig del 1915, Jordana va ordenar travessar el riu i ocupar les altures de Tikermin, i dominà la planura del mateix nom, sense cap baixa espanyola però amb 50 morts entre la tropa marroquina. El 6 de juny, es va ocupar el massís d'Hassi-Berkan, a la riba esquerra del Muluya, ja prop de la zona d'influència francesa. El 29 de juny, tres columnes que van sortir d'Aruad, mont Arruit i Kuirat-Lutta, van ocupar la posició d'Is-Usaga, que dominava els passos de l'altiplà anomenat Guerruco, al sud d'Al-Garet, cosa que facilitava la progressió cap a l'interior del Rif. La cabila nòmada i guerrera dels Beni Bu-Tahi s'hi va sotmetre sense lluita.